# NGC 663

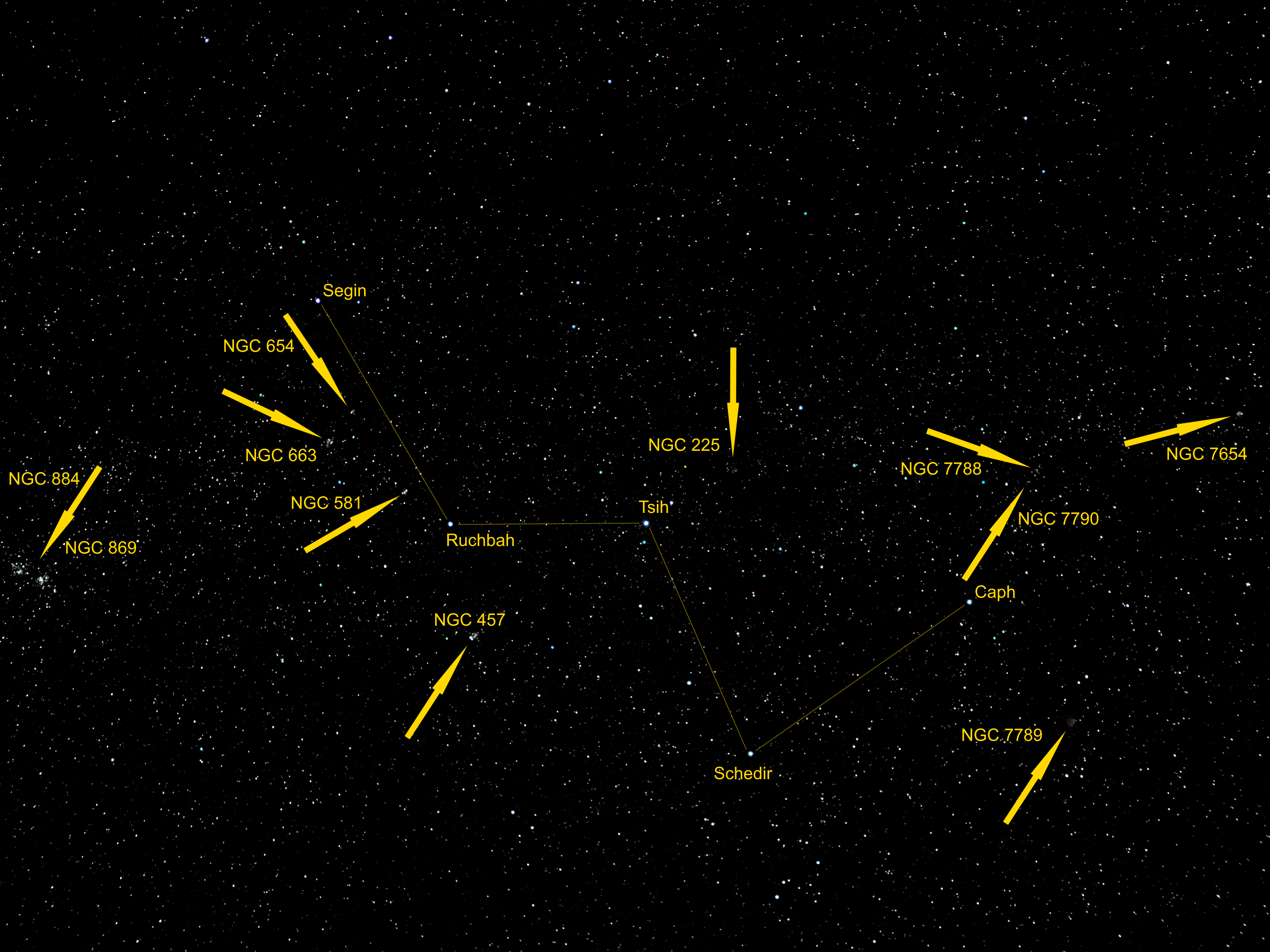
Das Sternbild Kassiopeia mit der Lage der Doppelsternhaufen χ Persei (NGC 884) und h Persei (NGC 869) sowie der Sternhaufen NGC 654, NGC 663, NGC 581, NGC 457, NGC 225, NGC 7788, NGC 7790, NGC 7789 und NGC 7654.

NGC 663 ist ein offener Sternhaufen im Sternbild Kassiopeia am Nordsternhimmel. NGC 663 hat einen Durchmesser von 15' und eine scheinbare Helligkeit von 7,1 mag. NGC 663 ist ein relativ junger Sternhaufen und enthält zahlreiche Be-Sterne. Die Entfernung zur Sonne beträgt etwa 6500 Lichtjahre, sein Alter wird auf rund 20 Millionen Jahre geschätzt.
NGC 663 ist Teil der OB-Assoziation Cassiopeia OB8, zu der unter anderem auch NGC 654 und Messier 103 gehören. NGC 663 wird als massereichster Sternhaufen und Kern von Cassiopeia OB8 angesehen. Der Doppelstern Struve 152 ist ein Mitglied des Sternhaufens.
NGC 663 wurde am 3. November 1787 von dem deutsch-britischen Astronomen Friedrich Wilhelm Herschel entdeckt.